# Ийме
Ийме (тув. Ийме) — село в Дзун-Хемчикского кожууне Республики Тыва. Административный центр и единственный населённый пункт Ийменского сумона.

## География
Село находится у р. Хемчик.
Уличная сеть
Улиц (9)
ул. Дудераа, ул. Кызыл-Чыраа, ул. Ленина, ул. М.Дагба, ул. М.Сундуй, ул. Нордуп-оол, ул. Олзей-оол, ул. Самбуу, ул. Шаалый
Местечки
К селу примыкают местечки (населённые пункты без статуса поселения)
Местечко (9)
м. Кызыл-Бут, м. Кызыл-Чыраа, м. МТФ, м. Сесеге, м. Теректиг-Чарык, м. Хараганныг-Хову, м. Ховужук, м. Хомужак, м. Чодураа

## Население
| 2002 | 2010 | 2011 | 2012 | 2013 | 2014 | 2015 |
| ---- | ---- | ---- | ---- | ---- | ---- | ---- |
| 622  | ↗678 | ↘675 | ↘662 | ↘661 | ↘652 | ↘649 |
| 2016 | 2017 | 2018 | 2019 | 2020 | 2021 |      |
| ↘632 | ↗636 | ↘634 | ↗635 | ↘634 | ↘447 |      |

### Известные уроженцы, жители
В Ийме родились несколько мастеров горлового пения (хоомейжи): депутат Верховного Хурала Тывы Конгар-оол Борисович Ондар 1962—2013), народные хоомейжи Республики Тыва Борис Чолдак-Хунаевич Монгуш (род. 1959), Чодураа Семис-ооловна Тумат (1974), Бады-Доржу Владимирович Ондар (1984).

## Инфраструктура
образование
детский сад «Салгакчы», средняя общеобразовательная школа
сельское хозяйство
Разведение овец, коз, лошадей, ослов, мулов и лошаков — МУУП «УЛАНБУРА» ИЙМЕ
Организуется семейная ферма молочных коров
культура
МБУ сельский дом Культуры Им. «Максима Дакпай»
объект почтовой связи «Ийме»
Деятельность органов местного самоуправления поселковых и сельских населенных пунктов
МУЧ ХП СУМОН ИЙМЕНСКИЙ
Сотовая связь
Действуют операторы сотовой связи — Билайн, МТС и Мегафон.

## Транспорт
Водный, гужевой и автомобильный транспорт. Автомобильная дорога Чадан — Ийме (км 0+000 — км 42+000), находится в удовлетворительном состоянии.